# Winthemia ignobilis
Winthemia ignobilis là một loài ruồi trong họ Tachinidae.